# SN 2011fe

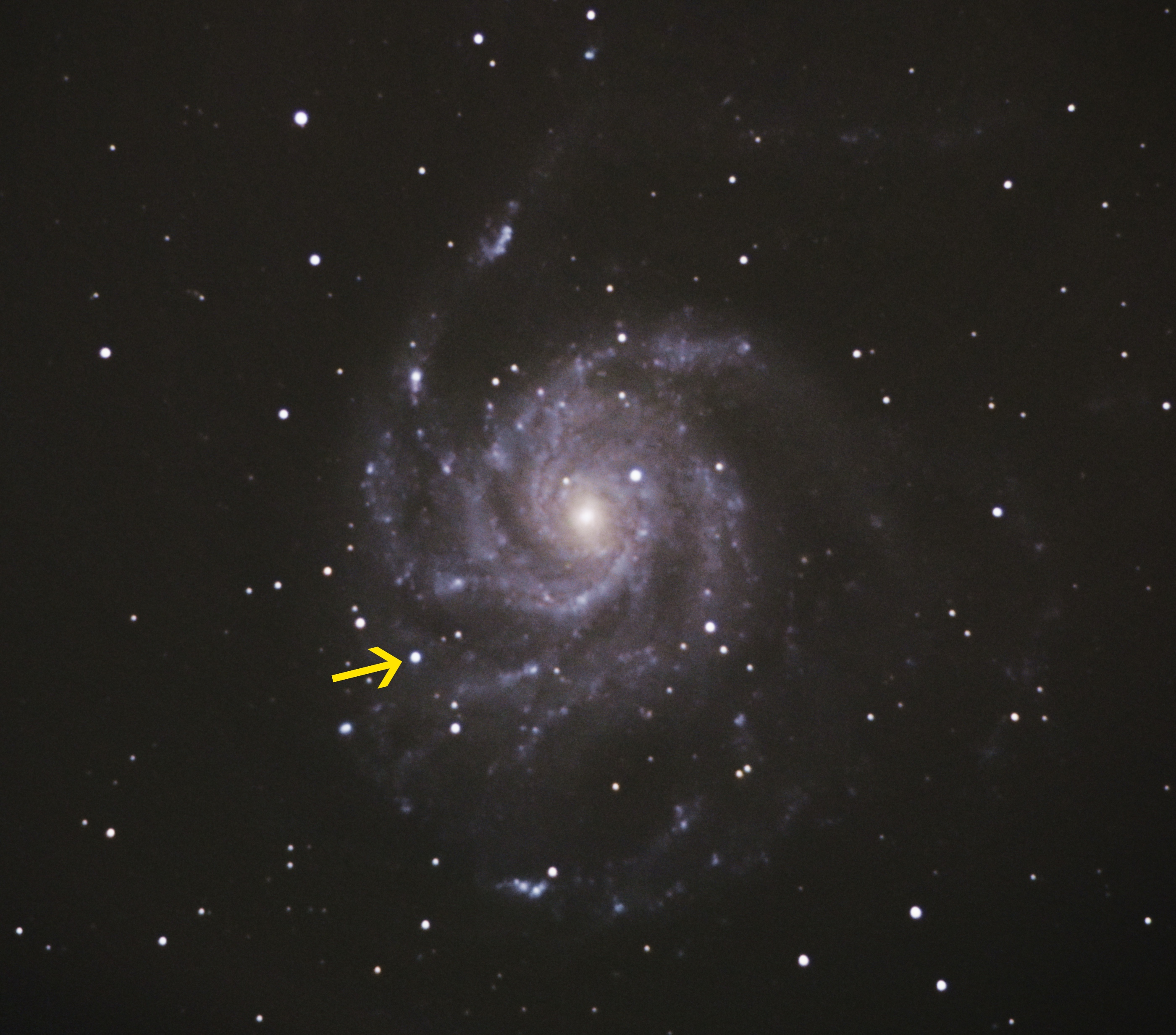
SN 2011fe in M101

SN 2011fe ist eine Supernova vom Typ Ia, die im August 2011 in M101 entdeckt wurde. Sie befindet sich in einer Entfernung von rund 21 Millionen Lichtjahren zur Erde. Es handelt sich bislang um die im frühesten Stadium ihrer Entwicklung entdeckte Typ-Ia-Supernova.

## Entdeckung
Die Sternexplosion wurde im Rahmen der großräumigen, vollautomatisierten Durchmusterung Palomar Transient Factory (PTF) am 24. August 2011 auf Aufnahmen aus den Nächten vom 22. und 23. August entdeckt und erhielt anfänglich die Bezeichnung PTF 11kly. Bei ihrer Entdeckung hatte die Supernova eine scheinbare Helligkeit von 17,2 mag. Am 4. September betrug die scheinbare Helligkeit 10,3 mag, wahrscheinlich nahe dem Maximum. Bei der Entdeckung wurde erwartet, dass die Helligkeit um 6 mag steigen könnte.

## Bedeutung
Typ-Ia-Supernovae entstehen, wenn in einem engen Doppelsternsystem ein CO-Weißer Zwerg Materie von einem Begleitstern akkretiert, bis schließlich der Entartungsdruck der Elektronen nicht mehr ausreicht, um den Weißen Zwerg zu stabilisieren und dieser zu kollabieren beginnt (er überschreitet die Chandrasekhar-Grenze). In der Folge kommt es zu einem Runaway-Fusionsprozess im Kern und damit der Supernova-Explosion. Da diese Vorgänge immer beim Überschreiten der Chandrasekhar-Masse ablaufen und damit die freigesetzte Energie (und Helligkeit) von Supernovae vom Typ Ia identisch sein sollten, werden diese als „Standardkerzen“ zur Entfernungsbestimmung verwendet (und dienen auch der Kalibrierung anderer, weiterreichender Methoden der Entfernungsbestimmung). Aus der Verwendung als Standardkerzen kommt die Entdeckung der beschleunigten Expansion des Universums. Die frühe Entdeckung des Supernova-Ereignisses ermöglicht eine genauere Untersuchung ihres Verlaufes und die Verbesserung der Modelle zu ihrer Beschreibung.

## Der Vorläufer-Stern
Die Galaxie M101 mit einer Entfernung von 21 Millionen Lichtjahren ist gut untersucht und daher wurde auf tiefen Aufnahmen nach dem Vorläufersystem gesucht. Es wird angenommen, dass es zwei Kanäle zur Bildung von Supernovae vom Typ Ia gibt. Im einfach-entarteten Kanal akkretiert ein Weißer Zwerg Materie von einem Roten Riesen in einem symbiotischen Stern, einem Hauptreihenstern in einem kataklysmischen Doppelsternsystem oder einem Heliumstern. Bei dem zweifach-entarteten Kanal kommen sich unter Abstrahlung von Gravitationswellen zwei Weiße Zwerge so nahe, dass einer durch die Gezeitenkräfte zerrissen wird und seine Materie auf den massereicheren Weißen Zwerg akkretiert wird.
Auf tiefen Aufnahmen des Hubble-Weltraumteleskop konnte am Ort der Supernova kein Vorläuferstern entdeckt werden. Da sich der Ort der Supernova außerhalb der Spiralarme befindet, dürfte die Extinktion gering sein. Damit können symbiotische Sterne und Heliumsterne als massespendende Vorläufersysteme ausgeschlossen werden. Trifft die mit hoher Geschwindigkeit ausgestoßene Materie der Supernova auf zirkumstellare Materie, so sollte dies zur Entstehung von Radio- und Röntgenstrahlung führen. Beide konnten nicht nachgewiesen werden, und damit können alle Vorläufersysteme aus dem einfach-entarteten Kanal ausgeschlossen werden. Auch im UV konnte eine Interaktion der Supernova mit einem Begleitstern nicht nachgewiesen werden. Der Begleiter des Weißen Zwerges ist daher entweder ein Hauptreihenstern mit weniger als einer Sonnenmasse oder ebenfalls ein Weißer Zwerg. Ein Hauptreihenstern würde in einem engen Doppelsternsystem bei einer Supernovaexplosion circa 1047 erg an Energie aufnehmen und dabei Teile seiner Atmosphäre verlieren. Um den Verlust auszugleichen, würde der Stern expandieren und für einen Zeitraum von einigen tausend Jahren eine Leuchtkraft vom einigen Hundert- bis Tausendfachen der Sonne zeigen. Damit kann auch ein Hauptreihenstern als Begleiter des explodierten Weißen Zwergs bei SN 2011fe ausgeschlossen werden. Tiefe Röntgenaufnahmen aus der Zeit vor dem Ausbruch können ebenfalls am Ort der Supernova keine Quelle nachweisen und schließen auch den zweifach-entarteten Kanal aus, da eine Superweiche Röntgenquelle innerhalb der Nachweisgrenzen liegen sollte. Alle anerkannten Vorläuferszenarien können für SN 2011fe mit hoher Wahrscheinlichkeit ausgeschlossen werden. Denkbar wäre ein schnell rotierender einzelner Weißer Zwerg, dessen Masse bereits durch Akkretion die Chandrasekharsche Grenzmasse überschritten hat. Ein Kollaps wird aufgrund der schnellen Rotation durch Zentrifugalkräfte verhindert. Erst wenn der Weiße Zwerg durch magnetische Drehmomentverluste oder Abstrahlung von Gravitationswellen nach einem langen Zeitraum seine Stabilität verliert, kommt es zu einer Supernova vom Typ Ia. Damit wäre vor der Explosion weder Röntgenstrahlung nachweisbar noch würde eine Interaktion mit zirkumstellarem Material stattfinden.